# Rudolf Spengler (Handballspieler)
Rudolf Spengler (* 18. November 1928 in Lützellinden; † 17. Dezember 2019 in Münchholzhausen) war ein deutscher Handballspieler und Handballtrainer.
Als aktiver Handballer spielte Spengler beim TV Lützellinden. Größter Erfolg mit diesem Verein war die deutsche Vizemeisterschaft im Feldhandball 1957. Der Club wurde im Finale vom Berliner SV 92 bezwungen. Spengler führte den TV Lützellinden 17 Jahre als Vorsitzender.
Nach seiner aktiven Zeit war Spengler von 1968 bis 1979 Trainer des benachbarten TV Hüttenberg. Dies war die sportlich erfolgreichste Zeit dieses Vereins. Er erreichte 1972 den Aufstieg in die damals noch zweigleisige Bundesliga. 1974 wurde Hüttenberg Erster der Bundesliga Süd. 1977 und 1978 wurde der Club DHB-Vize-Pokalsieger und nahm 1978/79 am Europapokal teil. Unter Spenglers Ägide kamen sechs Hüttenberger Spieler in die Nationalmannschaft. Der bekannteste war sein Sohn und spätere Weltmeister Horst Spengler, weiterhin waren dies Harald Ohly, Richard Boczkowski, Walter Don, Axel Huth und Klaus Meineke. Nach seiner erfolgreichen Karriere als Bundesliga-Trainer hatte der Handball-Lehrer noch eine Trainerstation beim TV Petterweil.
Rudolf Spengler war langjähriger Begleiter der deutschen Handballnationalmannschaft, zuerst als DHB-Spielbeobachter und ab 1978 als offizieller Co-Trainer unter Bundestrainer Vlado Stenzel. 1978 betreute er die deutsche Auswahl bei der WM in Dänemark, die dort den Weltmeistertitel erzielen konnte. Kapitän der deutschen Mannschaft war Horst Spengler.
Von 1986 bis 2007 organisierte Rudolf Spengler zahlreiche Benefizspiele der WM-Traditionsmannschaft von 1978 zugunsten von Joachim Deckarm.
Im Juni 2015 wurden Rudolf Spengler und sein Sohn Horst vom hessischen Ministerpräsidenten Volker Bouffier mit dem Hessischen Verdienstorden am Bande ausgezeichnet.